# Физизам
Физизам је поетски покрет настао у Нишу 1981. године. Покретачи физизма су Стеван Бошњак, Горан Станковић и Зоран Пешић Сигма.
Физизам је поетски покрет велике синтезе Сада, Овде и Јесте, који се обраћа Садашњости као свом једином естетском критеријуму и једином извору истине! Физизам чине три целине: Физистички активизам (Борба против светске малограђанштине и атомског рата, као и уједињавање поезије, живота, стварности и истине); Естетика физизма (сврховита); истинологија физизма (Карактерише је тражење истине свим доступним средствима и начинима).
Покрету су се придружили песници Иван Цветановић, Горан Стојановић, Зоран Живковић и други. Покрет је био активан осамдесетих и деведесетих година. Штампани су фанзини, организовале изложбе (Нови митски предели), изводили перформанси. Физизам је временом прешао у другу фазу који су аутори назвали маргинализам.

## Објављена дела
1. Физистички манифест, часопис Збивања, Ниш,29. јануар 1982. и у часопису Градина број 1, Ниш, 1991.
2. Скок падобранаца с мотком,(песме), Књижевна омладина Ниша, Ниш, 1983.
3. Еп о загађењу габровачке реке, часопис Градина, број 1, Ниш, 1991.
4. , Самиздат, Ниш, 1991.
5. , Стубови културе, Београд, 1997.

## Критички текстови, реаговања и књига о физизму
1. Богдан Тирнанић „Одисеја у свемиру: 1982“, НИН, 4. април 1982.
2. Драгослава Девић „Један нови изам“, Народне новине, 1. фебруар 1982.
3. Бојан Јовановић „Потреба за поезијом“, Књижевна реч, 25. фебруар 1982.
4. Зоран Живковић „Рецензија“ за књигу Тера маргиналис
5. Слободан Владушић „Маргиналац или маргиналиста“, Реч број 46, јун 1998.
6. Илија Бакић „Неостварени идеал хуманиста“, Недељни дневник, 20. новембар 1998.
7. Срђан В. Тешин „О екологији, Колумбу и Марку Полу“, Књижевне новине, Београд
8. Зоран Ћирић „Све што сте желели да сазнате о поезији“
9. Александар Бошковић „Од ратова издавача до ратова звезда“, Омладинске новине
10. Лука Салапура „Седам година...“, Кровови, Сремски Карловци
11. Миљурко Вукадиновић „Физичка књига“, монографија поводом 25 година физизма, Зограф, Ниш, 2007.